# Guy Parayre
Guy Parayre, general och chef för det franska gendarmeriet 2004-2008.
Guy Parayre är född den 29 juni 1947 i Saint-Ambroix. Han är gift och far till två barn. Han har avlagt ingenjörsexamen vid militärhögskolan École Spéciale Militaire de Saint-Cyr och började sin militära karriär som fänrik i gendarmeriet 1969 och blev général de corps d'armée (fyrstjärnig general) 2002. Innan utnämningen till gendarmeriets chef var han dess stabschef. General Parayre var den förste gendarmerigeneral som blivit chef för gendarmeriet sedan 1933. Med undantag för perioden 1943-1947 har alla chefer annars varit civila.